# Aleja Spółdzielczości Pracy w Lublinie
Aleja Spółdzielczości Pracy w Lublinie – arteria komunikacyjna w Lublinie łącząca skrzyżowanie ulic Unickiej, Lubartowskiej i Obywatelskiej, z północną granicą miasta i z giełdą Lubelskiego Rynku Hurtowego. Jej trasa biegnie z południa na północ w stronę Lubartowa.

## Historia
Odcinek od al. Smorawińskiego do granic miasta na przełomie 2003 i 2004 przeszedł gruntowną modernizację; trasę przebudowano na dwujezdniową, wybudowano nowe chodniki i ścieżki rowerowe.

## Przebieg
Na całej długości ulicą przebiega droga wojewódzka nr 835. Trasa na całej długości jest granicą dzielnic Śródmieście, Ponikwoda i Czechów i ma długość 3,0 km. Rozpoczyna się od przesuniętego w osi skrzyżowania z ul. Unicką, ul. Obywatelska i ul. Lubartowską biegnie jako jedno-jezdniowa do skrzyżowania z al. Smorawińskiego i al. Andersa (Obwodnica miejska), od tego miejsca biegnie jako dwupasmówka, dalej krzyżuje się z ulicą Magnoliową prowadzącą do Galerii „Olimp”. Następnie krzyżuje się z ul. Związkową będącą granicą Czechowa Południowego i Północnego i ul. Węglarza prowadzącą w głąb Ponikwody. Kolejnym ważnym skrzyżowaniem jest to z ul. Do Dysa i ul. Dożynkową. Dalej od trasy odchodzi ul. Nasutowska prowadząca do IKE-i i galerii Skende Schopping. Ostatnią ulicą na terenie Lublina wpadającą do alei jest ul. Dębowa, stanowiąca granicę administracyjną miasta. Dalej ulica biegnie do węzła „Lublin-Rudnik” z obwodnicą pozamiejską i za węzłem jako DK nr 19 w stronę Lubartowa.

## Obiekty
Przy ulicy położone są: Galeria „Olimp”, IKEA, stacja benzynowa, kompleks sklepów i warsztatów motoryzacyjnych Lubelskiego Centrum Techniki Motoryzacyjnej, a na przedłużeniu ulicy tuż za granicą miasta rozpościerają się tereny Giełdy Rolno-Spożywczej w Elizówce. 

## Komunikacja miejska
Przy alei znajduje się 12 przystanków autobusowych. Kursuje nią wiele linii miejskich, a także podmiejskie nr 24 do Nasutowa i 74 do Ciecierzyna.